# Ulica Brzezińska w Łodzi
Ulica Brzezińska – ulica w północno-wschodniej części Łodzi, w północnej części dawnej dzielnicy Widzew, jedna z najdłuższych łódzkich ulic, licząca około 8,4 km, mająca w swym przebiegu 25 skrzyżowań z 33 ulicami, jedno rondo oraz jedno skrzyżowanie bezkolizyjne z autostradą A1 (Autostradą Bursztynową), będąca w całości fragmentem drogi krajowej nr 72. Jest trasą wylotową z Łodzi w kierunku wschodnim (na Brzeziny, Jeżów, Głuchów i Rawę Mazowiecką).
Ulica ma przebieg równoleżnikowy i jest przedłużeniem w kierunku wschodnim ulicy Wojska Polskiego, nazwanej w 1945 roku w miejsce przedwojennej ulicy Brzezińskiej. Biorąc początek na wiadukcie nad jednotorową linią kolejową nr 16 Łódź Widzew – Kutno, stanowi granicę między dwoma obszarami SIM: Starych Moskuli (na północy) a Sikawą (na południu). Posesje po północnej, parzystej stronie ulicy należą do Starych Moskuli, zaś posesje po stronie południowej, nieparzystej są położone na Sikawie. Od połowy swej długości ulica Brzezińska wkracza w obszar Nowosolnej, dzieląc go równoleżnikowo na dwie niemal równe części i przechodząc przez centralny punkt obszaru, którym jest Rynek Nowosolna. Jej koniec wyznacza wschodnia granica administracyjna Łodzi, przebiegająca tuż za bezkolizyjnym skrzyżowaniem z autostradą A1. Na całej długości ulicy obowiązuje ruch w obu kierunkach. Jedynie na krótkim, początkowym odcinku (ok. 1,35 km) – do posesji pod numerem 35 za skrzyżowaniem z ul. Andrzeja Kerna – jest ona dwujezdniowa. Nazwa ulicy ma uzasadnienie terenowe – pochodzi od nazwy miasta Brzezin, w których kierunku ulica prowadzi.
W przybliżeniu w połowie długości ulicy Brzezińskiej przebiega granica między dwoma makroregionami fizycznogeograficznymi: Niziną Południowowielkopolską (leży na niej zachodni odcinek ulicy) a Wzniesieniami Południowomazowieckimi (leży na nich wschodni odcinek ulicy) oraz między dwoma mezoregionami fizycznogeograficznymi: Wysoczyzną Łaską (odcinek zachodni) a Wzniesieniami Łódzkimi (odcinek wschodni).
Pierwsza część ulicy, do granicy Nowosolnej na skrzyżowaniu z ulicami Adama Hanuszkiewicza i Iglastą (posesje pod numerami 1–131 i 2–154), należy do rzymskokatolickiej parafii Matki Boskiej Różańcowej i św. Stanisława Biskupa i Męczennika, natomiast dalsza część ulicy, w obrębie Nowosolnej (posesje pod numerami 133–313 i 156–354) – do rzymskokatolickiej parafii św. Andrzeja Boboli.

## Historia

### Historia

#### Do roku 1918
Ulica Brzezińska jest częścią powstałego już w XIV w. traktu brzezińskiego, który połączył pierwotnie prywatne miasto szlacheckie Brzeziny (lokowane w 1332 roku) z Łodzią – wówczas osadą rolniczą – a ściślej z okolicą wzniesienia nazwanego później Górkami Kościelnymi (vel Plebańskimi) lub krótko Górką, prowadząc przez tereny kasztelanii brzezińskiej. Na przełomie XVIII i XIX w. trakt prowadził przez obszar szlacheckich dóbr Stoki oraz przez obszar dawnych dóbr królewskich wchodzących w skład klucza wiączyńskiego, które w latach 1793–1807 należały do Kamery Pruskiej, a następnie zostały przekształcone w tzw. dobra rządowe (zwane także narodowymi) należące do ekonomii Łaznów.
Początkowy odcinek traktu znalazł się w granicach administracyjnych Łodzi dopiero w 1823 roku – w wyniku prac nad regulacją miasta w związku z zaliczeniem go dekretem namiestnika Królestwa Polskiego, Józefa Zajączka, do rzędu miast fabrycznych. Odcinek ten, o długości około 400 m, został włączony w obszar Starego Miasta i nazwany ulicą Brzezińską vel Starobrzezińską (od roku 1945 jest on początkową częścią ul. Wojska Polskiego). Pozostałą część traktu – w całości poza obszarem Łodzi – nazwano natomiast Szosą (Szossą) Brzezińską (ros. Бжезинское шоссе).
Kilkanaście lat wcześniej, prawdopodobnie już w 1806 roku, na trakcie brzezińskim powstało unikalne skrzyżowanie w formie ośmioramiennej gwiazdy, jedyne takie istniejące nadal w Polsce. Zbudowano je w rynku, w założonej w 1801 roku przez osadników z Wirtembergii regularnej rządowej kolonii pruskiej Neu-Sulzfeld (obecnie Nowosolna). Oprócz przecinającego je równoleżnikowo traktu brzezińskiego (ob. ul. Brzezińskiej) spotyka się w nim 6 dróg (ulic), prowadzących w pozostałych dwóch głównych i czterech pośrednich kierunkach świata (każda tworzy z sąsiadującymi po obu stronach kąt 45°).
W czasach Królestwa Kongresowego położona w Kraju Nadwiślańskim Szosa Brzezińska była drogą rządową, zarządzaną przez Ministerstwo Komunikacji, którą rosyjscy okupanci traktowali jako drogę o znaczeniu strategicznym, wymagającą utrzymania w dobrym stanie. Z tego względu wykonano na niej wtedy nawierzchnię tłuczniową, czyli przeprowadzono tzw. szosowanie.
18 lipca 1909 roku koncesjonariusz Bernard Habergrütz oraz dwaj brzezińscy przedsiębiorcy, Lejbus Fuchs i Wolf Rosen, uruchomili pasażerski ruch samochodowy na trasie Łódź (Nowy Rynek, ob. pl. Wolności) – Nowosolna – Brzeziny. Było to pierwsze regularne połączenie komunikacyjne między obydwoma miastami, prowadzące Szosą Brzezińską. Na linii firmy „Auto Express” kursował w godzinach 7:00–19:00 z częstotliwością co 3 godziny zaledwie jeden autobus (z silnikiem o mocy 22 KM), zabierający 15 pasażerów, a 20-wiorstowa podróż trwała od 45 minut do ponad godziny i kosztowała 60 kopiejek od osoby. Jego częste awarie powodowały tymczasowe zawieszanie połączenia.
Jeszcze przed I wojną światową powstał plan połączenia Łodzi z Brzezinami 24-kilometrową linią tramwaju podmiejskiego, która prowadziłaby ulicą Brzezińską (Starobrzezińską) i Szosą Brzezińską. Do jego realizacji jednak nigdy nie doszło – ostateczny projekt zakładał ukończenie prac w 1941 roku, lecz wybuch II wojny światowej spowodował, że w ogóle ich nie rozpoczęto. Już wtedy zauważono jednak konieczność budowy wiaduktu nad planowaną linią kolejową z Łodzi Widzewa do Kutna.
W czasie I wojny światowej podczas niemieckiej okupacji miasta obowiązywało od 1915 roku niemieckojęzyczne nazewnictwo ulic – nazwę dawnej ul. Brzezińskiej vel Starobrzezińskiej zastąpiła niemiecka nazwa Brzeziner Straße, która prawdopodobnie odnosiła się również do dawnej Szosy Brzezińskiej.

#### Lata 1918–1945
Po odzyskaniu przez Polskę niepodległości pozamiejskiemu odcinkowi trasy do Brzezin przywrócono polską nazwę Szosy Brzezińskiej.
W 1920 roku rozpoczęła się budowa odcinka jednotorowej linii kolejowej nr 16 Łódź Widzew–Kutno, krzyżującej się bezkolizyjnie z Szosą Brzezińską dzięki wzniesieniu w ciągu ulicy, w latach 1924–1926, kamienno-betonowego wiaduktu nad wykopem, w którym przebiegał tor kolejowy. Najpóźniej – 15 listopada 1931 roku – został ukończony i oddany do eksploatacji 14-kilometrowy fragment linii z Łodzi Widzewa do Zgierza, przebiegający pod wiaduktem na Szosie Brzezińskiej.
W pierwszych dniach II wojny światowej, zwłaszcza po 5 września 1939 roku, gdy niemieckie wojska 8 i 10 Armii rozbiły siły Armii „Łódź”, Szosa Brzezińska stała się trasą masowej ucieczki mieszkańców Łodzi na wschód, w kierunku Brzezin i Warszawy, przed zbliżającymi się do miasta od zachodu i południa oddziałami Wehrmachtu. Wielu mężczyzn opuszczało również tą drogą Łódź, kierując się do Warszawy, by bronić stolicy przed najeźdźcą w odpowiedzi na rozkaz płk. Romana Umiastowskiego (szefa propagandy w Sztabie Naczelnego Wodza). Na otwartej przestrzeni ciągnące wraz z dobytkiem długie kolumny uchodźców były wielokrotnie ostrzeliwane przez samoloty Luftwaffe.

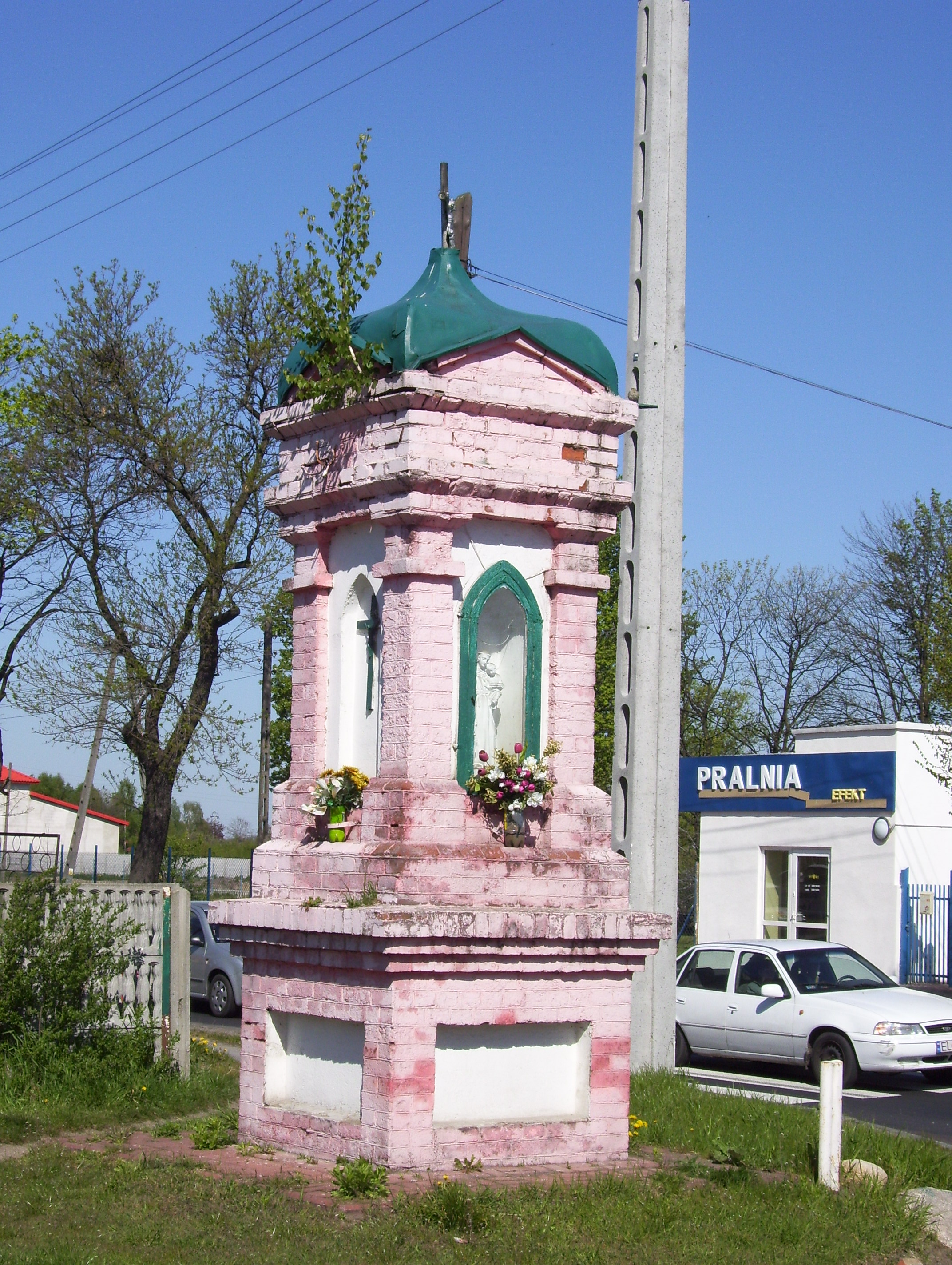
Kapliczka przydrożna przy skrzyżowaniu z ul. Listopadową, widok z ul. Listopadowej (maj 2007 roku, przed odrestaurowaniem)

Wydarzenia z 6–7 września 1939 roku opisał we wspomnieniach Adaś Rozensztrauch, wówczas uczeń 9 klasy łódzkiego gimnazjum żydowskiego:

[...] [6 września] wstałem o piątej rano i wybiegłem na ulicę. To, co zobaczyłem, napełniło mnie rozpaczą. Ulicą maszerowało wojsko, policja, oddziały Przysposobienia Wojskowego, wiele organizacji, cywile, kobiety i dzieci. Ogłoszonym przez radio rozkazem pułkownika Umiastowskiego wszyscy opuszczali Łódź, aby... bronić Warszawy! Biegiem wróciłem do rodziców i opowiedziałem im, co widziałem. Zdenerwowali się nie na żarty. Nikt nie wiedział, co robić: zostać czy wyjechać. Wywiązała się dyskusja, ale wreszcie dziadek zadecydował: zostajemy.
Jak się później okazało, ci mieszkańcy Łodzi, którzy opuścili miasto, popełnili fatalny błąd. Tragedia, jaka rozegrała się na szosie Łódź – Brzeziny – Warszawa, na pewno znajdzie stałe miejsce na kartach podręczników historii. Pułkownik Umiastowski był niewątpliwie niemieckim szpiegiem i jego rozkaz opuszczenia Łodzi przez cywilów miał na celu zablokowanie drogi wycofującym się oddziałom wojskowym, które z trudnością przedzierały się przez masy uchodźców. Sytuację tę wykorzystało niemieckie lotnictwo. Samoloty przelatywały bardzo nisko nad ziemią i witały stłoczonych uciekinierów huraganem ognia z pistoletów maszynowych. Skutków nie trzeba opisywać. Droga zasłana była zmasakrowanymi ciałami zmieszanymi z zabitymi końmi i przewróconymi wozami. Wiele osób, widząc tę jatkę, zawróciło w pół drogi. Tylko niewielka liczba dotarła do Warszawy. Następne dwa dni w Łodzi były spokojne. [...]

W listopadzie 1939 roku okupanci wprowadzili niemieckojęzyczne nazewnictwo ulic – nazwa Sulzfelder Straße (od nazwy miasta Sulzfeld lub od Neu-Sulzfeld – pierwotnej nazwy Nowosolnej) objęła zarówno dawną ulicę Brzezińską (ob. ul. Wojska Polskiego), jak i przyłączoną do miasta część Szosy Brzezińskiej. Z dniem 1 stycznia 1940 roku zarządzeniem niemieckich władz okupacyjnych do Łodzi (niem. Stadtkreis Lodsch) zostały przyłączone m.in. z gminy Nowosolna wsie Antoniew Sikawa, Budy Sikawa, Sikawa oraz folwark Sikawa, czyli tereny podmiejskie wzdłuż Szosy Brzezińskiej. Dzięki temu zachodnia, początkowa część Szosy Brzezińskiej (Sulzfelder Straße) o długości około 4 km – od wiaduktu nad linią kolejową nr 16 do zachodniej granicy wsi Nowosolna za skrzyżowaniem z Ödlandweg (ob. ul. Olkuska) – znalazła się w obszarze miasta.
Od 1 marca 1943 roku Szosą Brzezińską zaczęły kursować autobusy jednej z pierwszych łódzkich linii autobusowych, oznaczonej literą „C” (w kolorze czarnym), łączącej Łódź (wówczas Litzmannstadt) z Brzezinami (wówczas Löwenstadt). Linia przeznaczona była tylko dla Niemców (niem. nur für Deutsche). Od czerwca 1944 roku kursy zawieszono, a w okresie powojennym takie samo oznaczenie otrzymała inna linia.
Według wspomnień jednego z mieszkańców w okresie II wojny światowej ulica Brzezińska miała już nawierzchnię brukowaną.

#### Lata 1945–1989
10 maja 1945 roku Miejska Rada Narodowa w Łodzi uchwaliła nadanie odcinkowi dawnej ulicy Brzezińskiej (od skrzyżowania z ul. Zgierską do wiaduktu nad linią kolejową nr 16) nazwy ulicy Wojska Polskiego. 13 lutego 1946 roku weszło w życie rozporządzenie Rady Ministrów z 20 grudnia 1945 roku o zmianie granic miasta Łodzi, sankcjonujące przyłączenie do miasta m.in. terenów z gminy Nowosolna, które nastąpiło w okresie okupacji niemieckiej. Rozporządzenie określało jednocześnie m.in. przebieg wschodniej granicy Łodzi w tej okolicy: Od tego punktu [przecięcia się granic wsi Moskuliki, Nowosolna i Budy Sikawa] prowadzi nowa linia graniczna miasta na południe, trzymając się z jednej strony wschodnich granic wsi Budy—Sikawa, Antoniew—Sikawa, Antoniew—Stoki i wsi Budy—Stoki, a z drugiej strony trzymając się zachodnich granic wsi Nowosolna, wsi Popielarnia, Mileszki Poduchowne i Dworskie, Mileszki Włościańskie aż do drogi Łódź—Mileszki […]. Przedłużenie ulicy Wojska Polskiego – od wiaduktu nad linią kolejową nr 16 do ówczesnej wschodniej granicy miasta – otrzymało nazwę ulicy Brzezińskiej.
1 grudnia 1955 roku Miejskie Przedsiębiorstwo Komunikacyjne w Łodzi uruchomiło pierwszą na ulicy Brzezińskiej powojenną linię autobusową, którą oznaczono numerem „52”. Autobusy kursowały ulicą na krótkiej trasie – z pętli zlokalizowanej w pobliżu wiaduktu nad linią kolejową nr 16 do ulicy Janosika, którą dojeżdżały do pętli na Sikawie przed kościołem Matki Boskiej Różańcowej przy skrzyżowaniu z ul. Wyżynną.
7 marca 1959 roku ulicą Brzezińską z tej samej pętli zaczęły kursować autobusy podmiejskiej pospiesznej linii do Nowosolnej. Linię oznaczono literą „A” (w kolorze czerwonym). Była to pierwsza podmiejska i pierwsza pospieszna linia autobusowa uruchomiona przez MPK w Łodzi, obsługiwana wówczas przez pojazdy marki San H01B.

##### Zakłady Przemysłu Pończoszniczego „Feniks”
W pierwszej połowie lat 70. XX w. przy ul. Brzezińskiej 5/15 rozpoczęto budowę nowej siedziby Zakładów Przemysłu Pończoszniczego „Feniks” – „Feniksa II”. W grudniu 1974 roku sześciokondygnacyjny budynek główny osiągnął stan surowy. W styczniu 1977 roku w nowych obiektach fabrycznych, do których ZPP „Feniks” przeniosły się ze starych budynków przy ul. Marcelego Nowotki 163/165 (ob. ul. Pomorska), uruchomiono częściowo produkcję. W czasach PRL zakłady były największym producentem pończoch i rajstop w kraju, wytwarzając około 200–250 tys. par wyrobów dziennie i zatrudniając ponad 3200 pracowników.
20 grudnia 1976 roku – tuż przed częściowym uruchomieniem produkcji w „Feniksie II” – oddano do użytku nową pętlę autobusów komunikacji miejskiej u zbiegu ulic Brzezińskiej i Śnieżnej, przed siedzibą zakładów, na którą zajeżdżały autobusy uruchomionej od tego dnia linii „67”, kursującej z pl. Henryka Dąbrowskiego.
21 lipca 1977 roku oficjalnego otwarcia „Feniksa II” dokonali Bolesław Koperski, I sekretarz Komitetu Łódzkiego PZPR, Jerzy Lorens, prezydent Łodzi i Tadeusz Kunicki, minister przemysłu lekkiego.
„Feniks II” miał stać się zaczątkiem nowej dzielnicy przemysłowej o nazwie „Brzezińska”, jednak w ostatnich latach istnienia PRL nie dokonano w jego pobliżu kolejnych inwestycji, a po przemianach ustrojowo-gospodarczych do dawnych planów już nie wrócono.

##### Wyścig Pokoju
W latach 70. i 80. XX w. ulicę Brzezińską na całej długości pięciokrotnie pokonywał peleton kolarzy uczestniczących w międzynarodowym Wyścigu Pokoju:
- 22 maja 1975 roku ulicą Brzezińską do granicy miasta i dalej ul. Łódzką do Nowosolnej, gdzie nastąpił start ostry, prowadziła trasa ostatniego, XIII etapu XXVIII Wyścigu Pokoju z Łodzi do Warszawy[50];
- 9 maja 1977 roku ulica była jednym z końcowych fragmentów trasy II etapu XXX Wyścigu Pokoju z Warszawy do Łodzi[51];
- 21 maja 1981 roku na ulicy zorganizowano start ostry do ostatniego, XIV etapu XXXIV Wyścigu Pokoju z metą w Warszawie[52];
- 21 maja 1984 roku także start ostry – do ostatniego, XI etapu XXXVII Wyścigu Pokoju z metą w Warszawie – odbył się na ul. Brzezińskiej przed ZPP „Feniks”[53];
- 23 maja 1987 roku – start ostry do ostatniego, XIV etapu XL Wyścigu Pokoju z metą w Warszawie – odbył się ponownie na ul. Brzezińskiej przed ZPP „Feniks”[54].

#### Od roku 1989

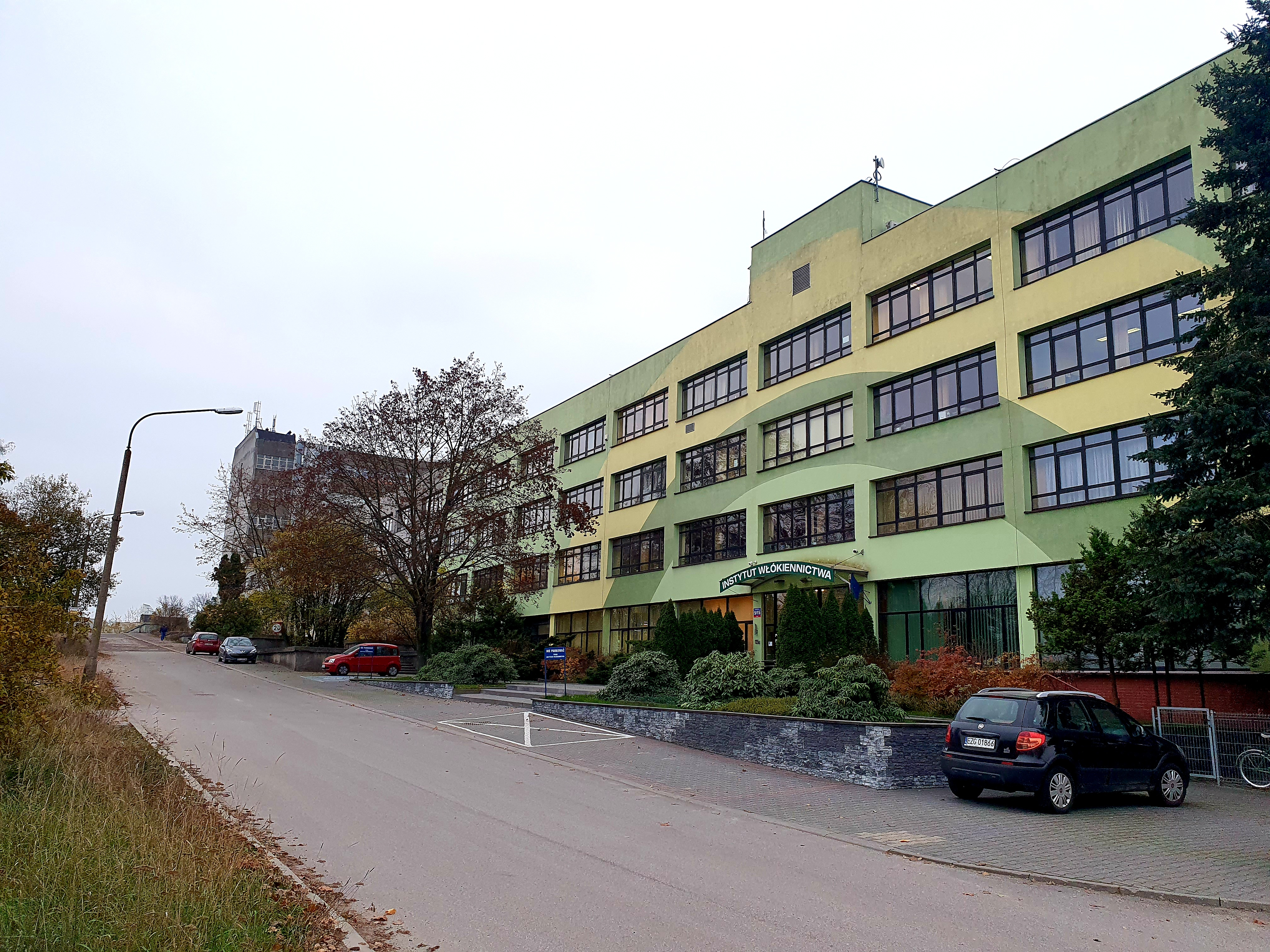
Instytut Włókiennictwa w d. budynku ZPP „Feniks” (listopad 2020 roku)

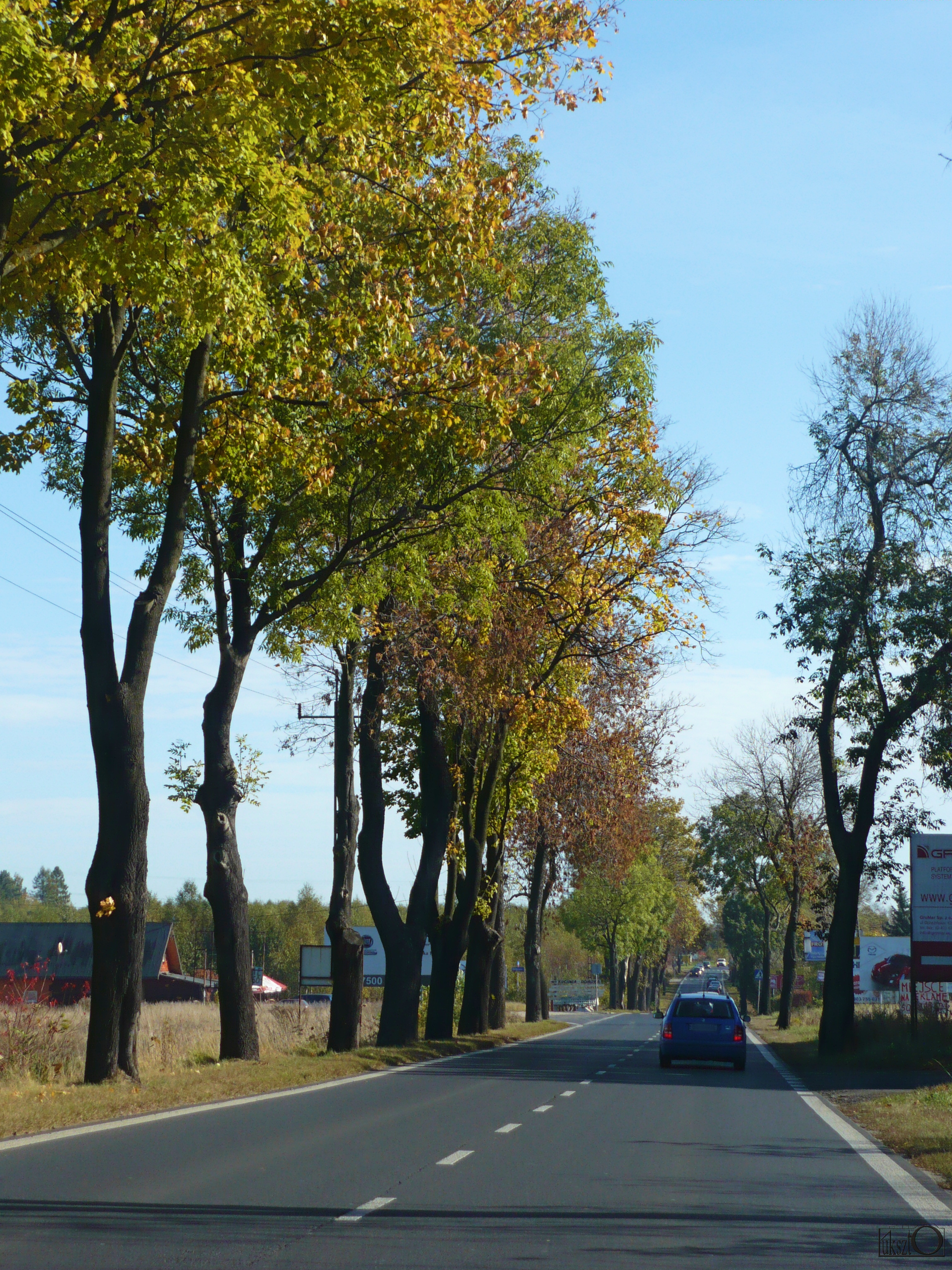
Ul. Brzezińska przed skrzyżowaniem z ul. Karkonoską, widok w kierunku wschodnim (październik 2011 roku)

Na przełomie lat 80. i 90. XX w., na terenie o kształcie klina wyznaczonego ulicami Brzezińską i Jugosłowiańską w Nowosolnej, powstało nowe osiedle mieszkaniowe złożone głównie z wolnostojących domów jednorodzinnych – jedno z pierwszych takich osiedli w Łodzi.
Po rozpoczęciu transformacji ustrojowo-gospodarczej w 1989 roku Zakłady Przemysłu Pończoszniczego „Feniks” podzieliły los wielu innych łódzkich fabryk przemysłu włókienniczego i odzieżowego. Mimo podjętej w grudniu 1994 roku prywatyzacji przez warszawską spółkę Altra Group S.A. i przekształcenia zakładów w spółkę z o.o., rosnące zadłużenie doprowadziło „Feniksa” do upadłości – w końcu 2006 roku spółka Altra Group S.A. była winna Skarbowi Państwa blisko 92 mln zł z tytułu zobowiązań kapitałowych, socjalnych i innych, zajmując 1. miejsce na liście dłużników i nierzetelnych inwestorów. W jednym z budynków „Feniksa II” znalazł swą siedzibę Instytut Włókiennictwa (od 1 kwietnia 2019 roku pod nazwą Sieć Badawcza Łukasiewicz – Instytut Włókiennictwa).
8 grudnia 1999 roku przy ul. Brzezińskiej 27/29 zostało otwarte dla klientów Centrum Handlowe „M1”, w którym siedzibę znalazły m.in. hipermarket spożywczo-przemysłowy o powierzchni 6700 m² niemieckiej sieci handlowej „Real” (przejęty przez francuską sieć „Auchan” z dniem 3 marca 2016 roku), supermarket niemieckiej sieci handlowej „Media Markt” (oferujący sprzęt RTV i AGD, komputery, oprogramowanie, sprzęt fotograficzny, multimedia, filmy i muzykę) oraz niemiecki Dom Mody „Adler” (zlikwidowany z dniem 25 października 2004 roku). Zarządcą centrum jest spółka Metro Properties – część niemieckiego koncernu handlowego Metro AG. Otwarcie CH „M1” i wcześniejsza upadłość ZPP „Feniks” spowodowały przeniesienie z dniem 1 lutego 2000 roku pętli autobusów miejskich w sąsiedztwo parkingu centrum handlowego (stara pętla „Brzezińska/Śnieżna” – przed b. ZPP „Feniks” – pozostaje nieczynna).
W połowie 2001 roku Zarząd Miasta Łodzi podjął uchwałę o rozpoczęciu od 2002 roku prac związanych z założeniem wzdłuż ulicy Brzezińskiej, na terenie o powierzchni około 40 ha rozciągającym się po południowej stronie ulicy między ulicami Listopadową a Olkuską, nowego cmentarza komunalnego na około 30–40 tys. pochówków. Ostatecznie jednak z projektu zrezygnowano w połowie 2013 roku.
Od 3 kwietnia do 3 października 2006 roku przeprowadzono modernizację fragmentów ulic Wojska Polskiego i Brzezińskiej na odcinku od skrzyżowania z ul. Strykowską do skrzyżowania z ul. Spiską (łącznie odcinek o długości 924 m). Objęła ona wybudowanie nowego, jednoprzęsłowego, żelbetowego wiaduktu (o długości 17 m i szerokości 16,25 m, z jezdnią o szerokości 10,5 m) nad linią kolejową nr 16 (po północnej stronie starego wiaduktu), poszerzenie jezdni poza wiaduktem do 14 m dla 4 pasów ruchu, dostosowanie jej konstrukcji do wymagań dla dróg krajowych (obciążenie 11,5 t na oś), budowę chodników i ścieżek rowerowych, barier energochłonnych i ochronnych wygrodzeń oraz ustawienie nowych słupów oświetlenia ulicznego. Wykonawcą robót było konsorcjum firm: „Kral” Sp. z o.o. z Łodzi, „Unidro” S.A. z Łodzi, Przedsiębiorstwo Usług Technicznych „Intercor” Sp. z o.o. z Zawiercia i łódzkie Przedsiębiorstwo Projektowo-Wykonawcze „Dromos” Z. Zakrzewski, S. Maj sp.j. Łączny koszt modernizacji przekroczył kwotę 14,2 mln zł brutto, z czego ponad 10,6 mln zł stanowiło dofinansowanie ze środków Europejskiego Funduszu Rozwoju Regionalnego w ramach Sektorowego Programu Operacyjnego „Transport”.
W dniach 27–28 kwietnia 2006 roku został zburzony poprzez wysadzenie przy użyciu 168 kg materiałów wybuchowych, umieszczonych w ponad 2000 otworów, 80-letni kamienno-betonowy wiadukt nad linią kolejową nr 16, który przez ostatnie lata eksploatacji groził zawaleniem. Operacji wyburzenia dokonała specjalistyczna gdańska firma Explosive s.c. Prace Wyburzeniowe i Minerskie. Dzięki Michałowi Jerczyńskiemu, członkowi Polskiego Stowarzyszenia Miłośników Kolei, zostały ocalone przed zniszczeniem unikatowe godła z 1926 roku (państwowe i międzywojennych kolei państwowych), które były trwale osadzone w ścianie wiaduktu. Godła wycięto specjalistyczną piłą do betonu i przekazano do tworzonego muzeum dawnej kolei w Parowozowni Skierniewice .
29 sierpnia 2006 roku podczas prowadzenia prac ziemnych na ul. Brzezińskiej przy skrzyżowaniu z ul. Janosika natrafiono na około 150-kilogramową bombę lotniczą długości 1 m – pozostałość po działaniach wojennych sprzed ponad 60 lat. Jej usunięcie wymagało m.in. wprowadzenia 500-metrowej strefy bezpieczeństwa i ewakuacji około 200 okolicznych mieszkańców.
W zakresie bezpieczeństwa ruchu drogowego w latach 2011–2013 ulica została uznana za bardzo niebezpieczną i znalazła się na 31. miejscu wśród 362 łódzkich ulic, na których doszło do wypadków (hierarchia malejąca – od ulic z największą liczbą zdarzeń). W tym okresie wydarzyły się na niej 52 wypadki, w których łącznie zginęły 3 osoby, a 70 osób zostało rannych, w tym 19 ciężko.
14 marca 2016 roku w ciągu ulicy został udostępniony dla ruchu (ukończony w listopadzie 2015 roku) nowy wiadukt, przebiegający ukośnie nad budowaną autostradą A1 w sąsiedztwie węzła „Brzeziny”.
Od początku drugiej dekady XXI w. w związku ze wzrostem natężenia ruchu pojazdów i wielokrotnymi protestami okolicznych mieszkańców rozpoczętymi już w 1998 roku planowane są przebudowa i remont ulicy Brzezińskiej oraz budowa obwodnicy Nowosolnej.

### Kalendarium zmian nazwy ulicy

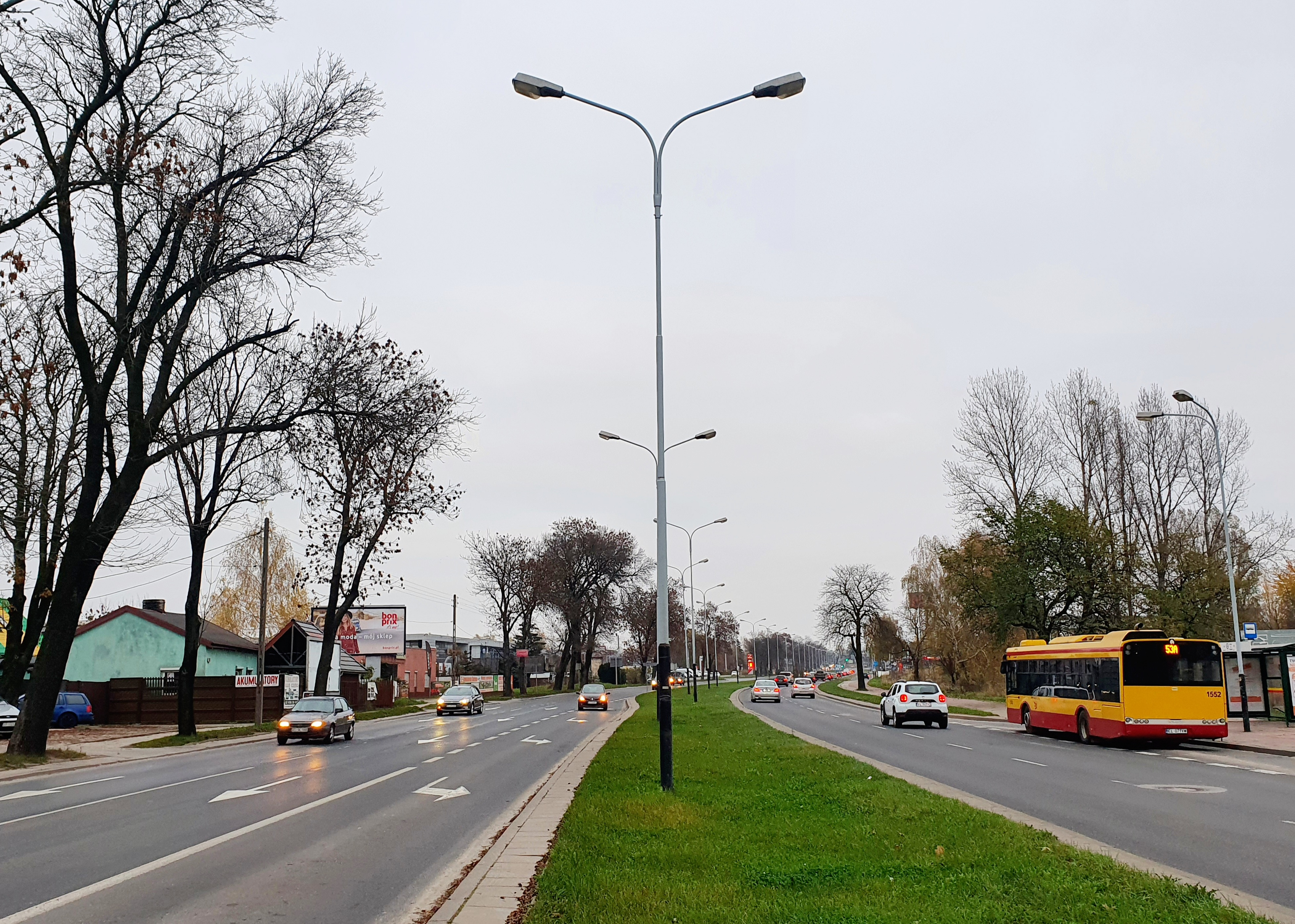
Ulica Brzezińska w pobliżu skrzyżowania z ul. Śnieżną (listopad 2020)

| okres obowiązywania | nazwa                                                    |
| ------------------- | -------------------------------------------------------- |
| przed 1823          | trakt brzeziński (trakt do Brzezin)                      |
| 1823–1915           | Szosa (Szossa) Brzezińska / Бжезинское шоссе             |
| 1915–1918           | Brzeziner Straße (?)                                     |
| 1918–1940           | Szosa Brzezińska                                         |
| 1940–1945           | Sulzfelder Straße                                        |
| 1945–1988           | ulica Brzezińska (w Łodzi) + ulica Łódzka (w Nowosolnej) |
| od 1988             | ulica Brzezińska                                         |

## Ulica Brzezińska w kulturze
- Tragiczny exodus cywilnej ludności Łodzi Szosą Brzezińską we wrześniu 1939 roku opisuje fragment powieści Poświata (2019) Zbigniewa Bressy:

Na drogach pojawiły się osoby z tobołami na plecach. Szli, powłócząc nogami, zgarbieni, z wyrazem rezygnacji na twarzach. Kobiety w kwiecistych chustach pchały wózki, mężczyźni dźwigali ocalały dobytek. Furmanki załadowane rupieciami wlokły się wolno, podskakując na nierównościach, trzęsąc się i chwiejąc. Za kolumną podążały wyleniałe koty i wychudzone psy. Karawana pogrążonych w rozpaczy ludzi kierowała się szosą brzezińską na Warszawę. Do ewakuujących się cywilów strzelały niemieckie samoloty, powodując sporo ofiar.

## Obiekty

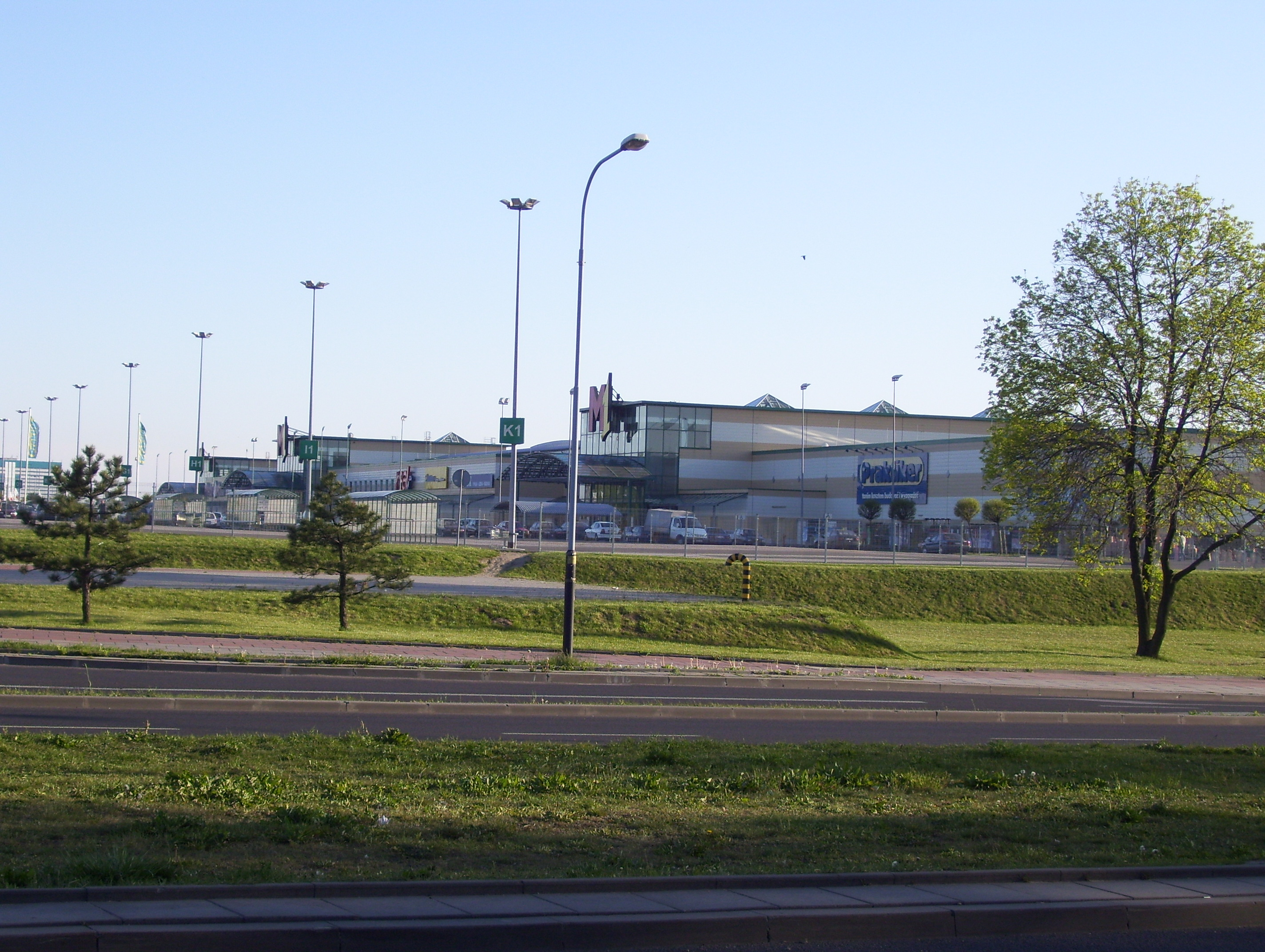
Centrum Handlowe „M1” przy ul. Brzezińskiej 27/29 (maj 2007 roku)

- nr 4 – od 2011 roku centrala firmy „INS-EL” Sp. z o.o. sp. k. (wraz z hurtownią elektroinstalacyjną); wcześniej działała tam fabryka kosmetyków Laboratorium Kolastyna S.A., a po przeniesieniu przez nią produkcji na początku 2004 roku do Krakowa funkcjonował tylko magazyn; po ogłoszeniu upadłości firmy (już pod nazwą Miraculum S.A.) nieruchomości przy ul. Brzezińskiej (i ul. Beskidzkiej 3/7) nabyła w połowie 2011 roku za 10,6 mln zł netto firma „INS-EL”[82][83],
- nr 5/15 – Sieć Badawcza Łukasiewicz – Instytut Włókiennictwa w budynku po byłych Zakładach Przemysłu Pończoszniczego „Feniks” („Feniks II”)[60],
- nr 27/29 – Centrum Handlowe „M1”, zarządzane przez Metro AG[64],
- nr 124 – bar „Góralska Chata” (przy skrzyżowaniu z ul. Karkonoską), ośrodek jeździecki i minizoo prowadzone przez Mariusza Daszkiewicza i Elżbietę Ojrowską-Daszkiewicz, które na przełomie pierwszej i drugiej dekady XXI w. zamieszkiwały m.in. wielbłąd, kuce, kozy miniaturowe, lamy, osły i owce wrzosówki[84][85][86][87],
- nr 196 – nieczynna żwirownia – Kopalnia Nowosolna należąca do firmy Kopalnie Surowców Mineralnych „Kosmin” Sp. z o.o. z siedzibą w Bielanach Wrocławskich, wchodzącej w skład spółki Eurovia Kruszywa S.A. – części francuskiego koncernu Vinci Construction[88][89],
- Rynek Nowosolna – jedyne istniejące nadal tzw. słoneczne lub promieniste skrzyżowanie w Polsce[h], w formie ośmioramiennej gwiazdy, wybudowane prawdopodobnie w 1806 roku; oprócz przecinającej go równoleżnikowo ulicy Brzezińskiej odchodzi od niego pięć ulic: Grabińska (na północ), Byszewska (na północny wschód), Wiączyńska (na południowy wschód), Jugosłowiańska (na południowy zachód) i Jana Kasprowicza (na północny zachód), a ponadto z południa dochodzi i kończy się tu ulica Pomorska[20]. Układ przestrzenny Nowosolnej, wraz z Rynkiem, był wpisany do gminnej ewidencji zabytków Łodzi[90]. Mimo iż w opinii Policji z 2005 roku skrzyżowanie jest dobrze zorganizowane i oznakowane i nie ma [go] w pierwszej dziesiątce najniebezpieczniejszych na Bałutach[91], a Rada Osiedla Nowosolna wypowiedziała się w 2017 roku negatywnie w sprawie zniszczenia zabytkowego układu dróg[92], wojewoda łódzki Zbigniew Rau złożył w sierpniu 2019 roku wniosek do wojewódzkiego konserwatora zabytków o wszczęcie procedury wykreślenia skrzyżowania z ewidencji, co miałoby umożliwić jego przebudowę na rondo[93]. Wniosek uzyskał akceptację – w gminnej ewidencji zabytków Łodzi z 28 lutego 2020 roku układ przestrzenny Nowosolnej już nie figurował[94].

## Numeracja i kody pocztowe
- Numery parzyste: 4–346
- Numery nieparzyste: 1–307
- Kody pocztowe: 92-103 (1–41 nieparzyste i 4–48 parzyste), 92-111 (45–101 nieparzyste i 50–86 parzyste), 92-118 (103–131 nieparzyste i 88–154 parzyste), 92-703 (133–243 nieparzyste i 156–282 parzyste), 92-776 (245–307 nieparzyste i 284–346 parzyste)[95]

## Komunikacja miejska

### Stan obecny
Ulicą kursują autobusy komunikacji miejskiej MPK – Łódź 8 linii dziennych (w tym 5 podmiejskich) i 2 nocnych (trasy stałe, nie uwzględniono ewentualnych tymczasowych zmian trasy i linii zastępczych):
- linii dziennych

„53A” – od 2 kwietnia 2017 roku – z dworca Łódź Fabryczna w kierunku Nowosolnej i w kierunku powrotnym – na odcinku od wiaduktu nad linią kolejową nr 16 do pętli na Rynku Nowosolna,
„53B” – od 2 kwietnia 2017 roku – z dworca Łódź Fabryczna w kierunku Brzezin i w kierunku powrotnym – na całej długości ulicy,
„64” – od 2 kwietnia 2017 roku – z Bałuckiego Rynku w kierunku Zarzewa i w kierunku powrotnym – na odcinku od wiaduktu nad linią kolejową nr 16 do ul. Janosika,
„81” – od 1 lutego 2000 roku – z pętli przy cmentarzu przy ul. Szczecińskiej w kierunku Centrum Handlowego „M1” i w kierunku powrotnym – na odcinku od wiaduktu nad linią kolejową nr 16 do ul. Śnieżnej;
„88A” – od 1 lipca 2023 roku – z dworca Łódź Fabryczna w kierunku Łukaszewa i w kierunku powrotnym – na odcinku od wiaduktu nad linią kolejową nr 16 do ul. Zjazdowej,
„88B” – od 1 lipca 2023 roku – z dworca Łódź Fabryczna w kierunku Skoszew i w kierunku powrotnym – na odcinku od wiaduktu nad linią kolejową nr 16 do ul. Marmurowej,
„88C” – od 1 lipca 2023 roku – z dworca Łódź Fabryczna w kierunku Skoszew i w kierunku powrotnym – na odcinku od wiaduktu nad linią kolejową nr 16 do ul. Marmurowej,
„88D” – od 1 lipca 2023 roku – z dworca Łódź Fabryczna w kierunku Kalonki i w kierunku powrotnym – na odcinku od wiaduktu nad linią kolejową nr 16 do ul. Marmurowej;
- linii nocnych

„N7A” – od 1/2 lipca 2017 roku – z Retkini w kierunku Nowosolnej i w kierunku powrotnym – na odcinku od wiaduktu nad linią kolejową nr 16 do pętli w pobliżu skrzyżowania z ul. Hiacyntową,
„N7B” – od 1/2 lipca 2017 roku – z Retkini w kierunku zajezdni tramwajowej ET1 przy ul. Telefonicznej i w kierunku powrotnym – na odcinku od wiaduktu nad linią kolejową nr 16 do ul. Janosika.

### W przeszłości
W przeszłości ulicą Brzezińską kursowały autobusy:
- linii dziennych zwykłych (MPK – Łódź)

| Nr linii   | Okres kursowania        | Okres kursowania     | Relacja                                                           | Relacja                                                                  | Odcinek kursowania               | Odcinek kursowania                               | Źródła               |
| od         | do                      | z pętli...           | w kierunku pętli...                                               | od                                                                       | do                               |                                                  | Źródła               |
| ---------- | ----------------------- | -------------------- | ----------------------------------------------------------------- | ------------------------------------------------------------------------ | -------------------------------- | ------------------------------------------------ | -------------------- |
| „52”       | 1 grudnia 1955[o]       | 2 grudnia 1956       | „Wojska Polskiego/Brzezińska”                                     | „Janosika/Wyżynna”                                                       | wiadukt nad linią kolejową nr 16 | ul. Janosika                                     | [39]                 |
| „52”       | 3 grudnia 1956          | 28 lipca 1981        | pl. Henryka Dąbrowskiego                                          | „Janosika/Wyżynna” („Brzezińska/Olkuska”[q])                             | wiadukt nad linią kolejową nr 16 | ul. Janosika (ul. Olkuska[q])                    | [39]                 |
| „53”       | 1 stycznia 1988         | 31 maja 2009         | pl. Henryka Dąbrowskiego                                          | Nowosolna                                                                | wiadukt nad linią kolejową nr 16 | Rynek Nowosolna                                  | [102]                |
| „53”       | 1 czerwca 2009          | 15 października 2011 | dworzec Łódź Fabryczna                                            | Nowosolna                                                                | wiadukt nad linią kolejową nr 16 | Rynek Nowosolna                                  | [102]                |
| „53”       | 16 października 2011    | 30 listopada 2011    | ul. Węglowa                                                       | Nowosolna                                                                | wiadukt nad linią kolejową nr 16 | Rynek Nowosolna                                  | [102]                |
| „53”       | 1 grudnia 2011          | 22 kwietnia 2012     | ul. Węglowa                                                       | Brzeziny                                                                 | wiadukt nad linią kolejową nr 16 | granica miasta                                   | [102]                |
| „53”       | 23 kwietnia 2012        | 1 kwietnia 2017      | pl. Henryka Dąbrowskiego                                          | Brzeziny                                                                 | wiadukt nad linią kolejową nr 16 | granica miasta                                   | [102]                |
| „53A”      | 1 grudnia 2011          | 22 kwietnia 2012     | ul. Węglowa                                                       | Nowosolna                                                                | wiadukt nad linią kolejową nr 16 | Rynek Nowosolna                                  | [103]                |
| „53A”      | 23 kwietnia 2012        | 1 kwietnia 2017      | pl. Henryka Dąbrowskiego                                          | Nowosolna                                                                | wiadukt nad linią kolejową nr 16 | Rynek Nowosolna                                  | [103]                |
| „53C”      | 2 kwietnia 2017[o]      | 30 czerwca 2023[r]   | dworzec Łódź Fabryczna                                            | Skoszewy                                                                 | wiadukt nad linią kolejową nr 16 | ul. Marmurowa                                    | [96][99]             |
| „53D”      | 2 kwietnia 2017[o]      | 30 czerwca 2023[r]   | dworzec Łódź Fabryczna                                            | Kalonka                                                                  | wiadukt nad linią kolejową nr 16 | ul. Marmurowa                                    | [96][99]             |
| „53E”      | 2 kwietnia 2017[o]      | 30 czerwca 2023[r]   | dworzec Łódź Fabryczna                                            | „Zjazdowa/Łukaszewska”                                                   | wiadukt nad linią kolejową nr 16 | ul. Zjazdowa                                     | [96][99]             |
| „54”       | 4 grudnia 2000          | 1 kwietnia 2017      | ul. Wydawnicza                                                    | Natolin[s]                                                               | Rynek Nowosolna                  | granica miasta                                   | [104]                |
| „54C”      | 2 kwietnia 2017[o]      | 30 czerwca 2023[r]   | ul. Wydawnicza                                                    | Lipiny                                                                   | Rynek Nowosolna                  | granica miasta                                   | [105][99]            |
| „54D”      | 2 kwietnia 2017[o]      | 30 czerwca 2023[r]   | ul. Wydawnicza                                                    | Natolin                                                                  | Rynek Nowosolna                  | granica miasta                                   | [105][99]            |
| „64”       | 14 października 1968    | 9 listopada 1975     | park im. „Promienistych” (ob. park im. Szarych Szeregów)          | „Niciarniana/Nowogrodzka”[t]                                             | wiadukt nad linią kolejową nr 16 | ul. Janosika                                     | [106]                |
| „64”       | 10 listopada 1975       | 16 listopada 1975    | dworzec PKS Północny                                              | „Niciarniana/Nowogrodzka”[t]                                             | wiadukt nad linią kolejową nr 16 | ul. Janosika                                     | [106]                |
| „64”       | 17 listopada 1975       | 3 kwietnia 1977      | dworzec PKS Północny                                              | ul. Lodowa (Fabryka Dywanów „Dywilan”)                                   | wiadukt nad linią kolejową nr 16 | ul. Janosika                                     | [106]                |
| „64”       | 4 kwietnia 1977         | 1 listopada 1983     | dworzec PKS Północny                                              | „Kowalszczyzna/Wedmanowej (ob. Ossendowskiego)”                          | wiadukt nad linią kolejową nr 16 | ul. Janosika                                     | [106]                |
| „64”       | 2 listopada 1983        | 5 maja 1996          | dworzec PKS Północny                                              | „Felińskiego/Kruczkowskiego”                                             | wiadukt nad linią kolejową nr 16 | ul. Janosika                                     | [106]                |
| „64”       | 6 maja 1996             | 31 grudnia 2000      | dworzec PKS Północny                                              | „Rokicińska/Puszkina”                                                    | wiadukt nad linią kolejową nr 16 | ul. Janosika                                     | [106]                |
| „64”       | 1 stycznia 2001         | 1 kwietnia 2017      | dworzec PKS Północny                                              | Widzew Wschód                                                            | wiadukt nad linią kolejową nr 16 | ul. Janosika                                     | [106]                |
| „67”       | 20 grudnia 1976[p]      | 9 sierpnia 1995      | pl. Henryka Dąbrowskiego                                          | „Brzezińska/Śnieżna” (Zakłady Przemysłu Pończoszniczego „Feniks”)[u])[v] | wiadukt nad linią kolejową nr 16 | ul. Śnieżna (ul. Zjazdowa[v][w], ul. Olkuska[x]) | [48]                 |
| „67”       | 10 sierpnia 1995        | 1 kwietnia 2017      | pl. Henryka Dąbrowskiego                                          | „Zjazdowa/Łukaszewska”                                                   | wiadukt nad linią kolejową nr 16 | ul. Zjazdowa                                     | [48]                 |
| „68”       | 20 grudnia 1976         | 19 listopada 1982    | pl. Henryka Dąbrowskiego                                          | „Brzezińska/Olkuska”                                                     | wiadukt nad linią kolejową nr 16 | ul. Olkuska                                      | [107]                |
| „81”       | 15 sierpnia 1977        | 13 września 1981     | „Teresy/Szczecińska”                                              | „Brzezińska/Śnieżna” (Zakłady Przemysłu Pończoszniczego „Feniks”)        | wiadukt nad linią kolejową nr 16 | ul. Śnieżna                                      | [65]                 |
| „81”       | 14 września 1981        | 27 października 1997 | „Brzezińska/Śnieżna” (Zakłady Przemysłu Pończoszniczego „Feniks”) | „Brzezińska/Śnieżna” (Zakłady Przemysłu Pończoszniczego „Feniks”)[y]     | wiadukt nad linią kolejową nr 16 | ul. Śnieżna                                      | [65]                 |
| „81”       | 28 października 1997    | 31 stycznia 2000     | „Szczecińska/cmentarz”                                            | „Brzezińska/Śnieżna” (Zakłady Przemysłu Pończoszniczego „Feniks”)        | wiadukt nad linią kolejową nr 16 | ul. Śnieżna                                      | [65]                 |
| „81bis”[z] | 15 sierpnia 1977        | 13 września 1981     | „Teresy/«Fabryka Domów»”                                          | „Brzezińska/Śnieżna” (Zakłady Przemysłu Pończoszniczego „Feniks”)        | wiadukt nad linią kolejową nr 16 | ul. Śnieżna                                      | [108]                |
| „81bis”[z] | 14 września 1981        | 28 lutego 1993[aa]   | „Brzezińska/Śnieżna” (Zakłady Przemysłu Pończoszniczego „Feniks”) | „Brzezińska/Śnieżna” (Zakłady Przemysłu Pończoszniczego „Feniks”)[x]     | wiadukt nad linią kolejową nr 16 | ul. Śnieżna                                      | [108]                |
| „87”       | 1 marca 1993            | 27 października 1997 | „Wersalska/Szczecińska”                                           | „Brzezińska/Śnieżna” (Zakłady Przemysłu Pończoszniczego „Feniks”)        | wiadukt nad linią kolejową nr 16 | ul. Śnieżna                                      | [109]                |
| „87”       | 28 października 1997    | 31 stycznia 2000     | „Szczecińska/cmentarz”                                            | „Brzezińska/Śnieżna” (Zakłady Przemysłu Pończoszniczego „Feniks”)        | wiadukt nad linią kolejową nr 16 | ul. Śnieżna                                      | [109]                |
| „87”       | 1 lutego 2000           | 1 kwietnia 2017      | „Szczecińska/cmentarz”                                            | Centrum Handlowe „M1”                                                    | wiadukt nad linią kolejową nr 16 | ul. Śnieżna                                      | [109]                |
| „88”[ab]   | 1 stycznia 2001         | 15 lutego 2004       | dworzec PKS Północny                                              | Kalonka[ac]                                                              | wiadukt nad linią kolejową nr 16 | ul. Marmurowa[ad]                                | [110][111][112]      |
| „88”[ab]   | 16 lutego 2004          | 9 kwietnia 2006      | dworzec PKS Północny                                              | Skoszewy[ab]                                                             | wiadukt nad linią kolejową nr 16 | ul. Marmurowa                                    | [110][111][112]      |
| „88”[ab]   | 10 kwietnia 2006        | 28 marca 2008        | pl. Henryka Dąbrowskiego                                          | Skoszewy[ab]                                                             | wiadukt nad linią kolejową nr 16 | ul. Marmurowa                                    | [110][111][112]      |
| „88”[ab]   | 29 marca 2008           | 1 kwietnia 2017[ae]  | dworzec PKS Północny                                              | Skoszewy[ab]                                                             | wiadukt nad linią kolejową nr 16 | ul. Marmurowa                                    | [110][111][112]      |
| „88A”      | 16 lutego 2004          | 9 kwietnia 2006      | dworzec PKS Północny                                              | Kalonka[ab]                                                              | wiadukt nad linią kolejową nr 16 | ul. Marmurowa[ac]                                | [111][112][113][114] |
| „88A”      | 10 kwietnia 2006        | 28 marca 2008        | pl. Henryka Dąbrowskiego                                          | Kalonka[ab]                                                              | wiadukt nad linią kolejową nr 16 | ul. Marmurowa                                    | [111][112][113][114] |
| „88A”      | 29 marca 2008           | 14 października 2012 | dworzec PKS Północny                                              | Kalonka[ab]                                                              | wiadukt nad linią kolejową nr 16 | ul. Marmurowa                                    | [111][112][113][114] |
| „88A”      | 15 października 2012    | 1 kwietnia 2017      | dworzec PKS Północny                                              | Kalonka (Centrum Ojca Pio)                                               | wiadukt nad linią kolejową nr 16 | ul. Marmurowa                                    | [111][112][113][114] |
| „94”       | 15 października 2012[o] | 1 kwietnia 2017      | pl. Henryka Dąbrowskiego                                          | Nowosolna[ab]                                                            | wiadukt nad linią kolejową nr 16 | Rynek Nowosolna                                  | [115]                |
- linii dziennych pospiesznych (MPK – Łódź)

„68” – od 20 listopada 1982 roku do 4 lutego 1983 roku – z pl. Henryka Dąbrowskiego do pętli „Brzezińska/Olkuska” i w kierunku powrotnym – na odcinku od wiaduktu nad linią kolejową nr 16 do ul. Olkuskiej,
„352” – od 5 lub 14 lutego 1983 roku do likwidacji z dniem 12 sierpnia 1985 roku – z pl. Henryka Dąbrowskiego do pętli „Brzezińska/Olkuska” i w kierunku powrotnym – na odcinku od wiaduktu nad linią kolejową nr 16 do ul. Olkuskiej;
- linii podmiejskich zwykłych (MPK – Łódź, linia „C” – patrz: uwaga)

| Nr linii  | Okres kursowania | Okres kursowania    | Relacja                                                           | Relacja    | Odcinek kursowania               | Odcinek kursowania | Źródła |
| od        | do               | z pętli...          | w kierunku pętli...                                               | od         | do                               |                    | Źródła |
| --------- | ---------------- | ------------------- | ----------------------------------------------------------------- | ---------- | -------------------------------- | ------------------ | ------ |
| „251”[ah] | 1 lutego 1983    | 31 grudnia 1987     | pl. Henryka Dąbrowskiego                                          | Nowosolna  | wiadukt nad linią kolejową nr 16 | granica miasta     | [118]  |
| „255”     | 1 lutego 1983    | 7 kwietnia 1991     | „Brzezińska/Śnieżna” (Zakłady Przemysłu Pończoszniczego „Feniks”) | Kalonka    | ul. Śnieżna                      | ul. Marmurowa      | [119]  |
| „255”     | 8 kwietnia 1991  | 31 grudnia 2000[ai] | dworzec PKS Północny                                              | Kalonka    | wiadukt nad linią kolejową nr 16 | ul. Marmurowa      | [119]  |
| „264”     | 3 września 1990  | 7 kwietnia 1991     | „Brzezińska/Śnieżna” (Zakłady Przemysłu Pończoszniczego „Feniks”) | Niesułków  | ul. Śnieżna                      | granica miasta     | [120]  |
| „264”     | 8 kwietnia 1991  | 11 września 1991    | dworzec PKS Północny                                              | Skoszewy   | wiadukt nad linią kolejową nr 16 | granica miasta     | [120]  |
| „264”     | 12 września 1991 | 31 maja 1992        | dworzec PKS Północny                                              | Niesułków  | wiadukt nad linią kolejową nr 16 | granica miasta     | [120]  |
| „264”     | 1 czerwca 1992   | 31 lipca 1992[aj]   | dworzec PKS Północny                                              | Skoszewy   | wiadukt nad linią kolejową nr 16 | granica miasta     | [120]  |
| „C”[ak]   | 1 marca 1943     | czerwiec 1944[al]   | Litzmannstadt                                                     | Löwenstadt | brak dokładnej informacji        | granica miasta     | [34]   |
- linii podmiejskich pospiesznych (MPK – Łódź)

| Nr linii | Okres kursowania | Okres kursowania     | Relacja                                                           | Relacja   | Odcinek kursowania               | Odcinek kursowania | Źródła |
| od       | do               | z pętli...           | w kierunku pętli...                                               | od        | do                               |                    | Źródła |
| -------- | ---------------- | -------------------- | ----------------------------------------------------------------- | --------- | -------------------------------- | ------------------ | ------ |
| „251”    | 1 września 1976  | 31 stycznia 1983[am] | pl. Henryka Dąbrowskiego                                          | Nowosolna | wiadukt nad linią kolejową nr 16 | granica miasta     | [121]  |
| „255”    | 3 stycznia 1983  | 31 stycznia 1983[am] | „Brzezińska/Śnieżna” (Zakłady Przemysłu Pończoszniczego „Feniks”) | Kalonka   | ul. Śnieżna                      | ul. Marmurowa      | [122]  |
| „A”      | 7 marca 1959     | 31 marca 1959        | „Wojska Polskiego/Brzezińska”                                     | Nowosolna | wiadukt nad linią kolejową nr 16 | granica miasta     | [41]   |
| „A”      | 1 kwietnia 1959  | 31 sierpnia 1976[an] | pl. Henryka Dąbrowskiego                                          | Nowosolna | wiadukt nad linią kolejową nr 16 | granica miasta     | [41]   |
- linii nocnej (MPK – Łódź)

„N7” – od 15/16 grudnia 2005 do 30 czerwca / 1 lipca 2017 roku – z Retkini do zajezdni tramwajowej przy ul. Telefonicznej i w kierunku powrotnym – na odcinku od wiaduktu nad linią kolejową nr 16 do ul. Janosika;
- bezpłatnych linii Centrum Handlowego „M1” (PKS w Łodzi Sp. z o.o. – od grudnia 1999 roku do grudnia 2000 roku, „Kris-Tour abc” Sp. z o.o. – od stycznia 2001)[125]

„Bałuty” – od grudnia 1999 roku do jesieni 2006 roku, od 2 stycznia 2008 roku do 1 lutego 2013 roku (codziennie w godzinach otwarcia) i od 2 lutego 2013 roku do likwidacji z dniem 12 września 2015 roku (w soboty i niedziele w godzinach otwarcia) – z CH „M1” w kierunku Starych Bałut i w kierunku powrotnym – na odcinku od ul. Andrzeja Kerna do wiaduktu nad linią kolejową nr 16 (bez przystanku),
„Brzeziny” – od 2001 roku do likwidacji z dniem 18 kwietnia 2020 roku (w soboty i niedziele w godzinach otwarcia) – z CH „M1” do Brzezin i w kierunku powrotnym – na odcinku od ul. Andrzeja Kerna do granicy miasta (bez przystanku),
„Stryków” – od 2001 roku do likwidacji z dniem 18 kwietnia 2020 roku (w soboty i niedziele w godzinach otwarcia) – z CH „M1” do Strykowa i w kierunku powrotnym – na odcinku od ul. Andrzeja Kerna do wiaduktu nad linią kolejową nr 16 (bez przystanku),
„Widzew” – od grudnia 1999 roku do jesieni 2006 roku, po wznowieniu – do likwidacji w czerwcu 2011 (codziennie w godzinach otwarcia) – z CH „M1” na Widzew Wschód i w kierunku powrotnym – na odcinku od ul. Andrzeja Kerna do wiaduktu nad linią kolejową nr 16 (bez przystanku),
„Zgierz” – od 2001 roku do likwidacji z dniem 11 września 2015 roku (w soboty i niedziele w godzinach otwarcia), z tymczasowym zawieszeniem od 11 lipca 2014 roku – z CH „M1” do Zgierza i w kierunku powrotnym – na odcinku od ul. Andrzeja Kerna do wiaduktu nad linią kolejową nr 16 (bez przystanku); przez pewien czas były też realizowane kursy do Ozorkowa.

## W pobliżu
- Zespół cmentarzy na Dołach, którego początki sięgają 1896 roku, położony między ulicami Wojska Polskiego – Doły – Telefoniczną – al. Grzegorza Palki; tworzą go: cmentarz komunalny (dawny ewangelicko-augsburski) z Aleją Zasłużonych, cmentarz rzymskokatolicki św. Wincentego a Paulo, cmentarz wojskowy św. Jerzego, cmentarz prawosławny św. Aleksandra Newskiego, cmentarz Kościoła Chrześcijan Baptystów, cmentarz Kościoła Starokatolickiego Mariawitów i cmentarz Kościoła Zielonoświątkowego[133]; do nekropolii prowadzi ul. Wojska Polskiego (około 600 m od wiaduktu nad linią kolejową nr 16),
- teren dawnego niemieckiego obozu pracy wychowawczej na Sikawie (niem. Arbeitserziehungslager, AEL) przy Am Bach 40 (ob. ul. Beskidzkiej 54), istniejącego od około 12 marca 1943 roku do 18 stycznia 1945 roku[134]; później teren ten zajmowały kolejno: obóz jeniecki NKWD (od 19 stycznia do połowy kwietnia 1945 roku), obóz „filtracyjny” dla volksdeutschów z Łodzi i okolic (od połowy kwietnia 1945 roku do początku października 1948 roku), obóz jeniecki dla oficerów armii niemieckiej (od października 1948 roku do końca 1950 roku)[135] i Ośrodek Pracy Więźniów „Sikawa” (od 1955 roku), przekształcony po 1964 roku w Zakład Karny Sikawa – Łódź, a po 1975 roku w istniejący nadal Zakład Karny nr 1 w Łodzi[136]; prowadzi do niego ul. Kłodzka (około 150 m od skrzyżowania z ul. Brzezińską),
- Schronisko dla Zwierząt w Łodzi – schronisko dla zwierząt przy ul. Marmurowej 4, jednostka organizacyjna Miasta Łodzi[137][138],
- wzgórze „Radary” – kulminacyjny punkt Parku Krajobrazowego Wzniesień Łódzkich, a także Wzniesień Południowomazowieckich, o wysokości 284,1 m n.p.m., w pasie moren czołowych utworzonych w czasie zlodowacenia środkowopolskiego; w sąsiedztwie – ruiny bazy radzieckiej wojskowej stacji łączności troposferycznej, a prawdopodobnie także radiolokacyjnej, przekazanej stronie polskiej 26 maja 1993 roku[139][140]; do wzgórza prowadzi ul. Adama Hanuszkiewicza[d] (około 1730 m od skrzyżowania z ul. Brzezińską).